# Высшее военно-морское инженерное училище имени Ф. Э. Дзержинского
Эта статья о высшем учебном заведении, существовавшем до 1998 года. О ныне существующем вузе см. Военно-морской инженерный институт
Высшее военно-морское инженерное ордена Ленина училище имени Ф. Э. Дзержинского — основано Императором Павлом I (правнуком Петра I) 20 (31) августа 1798 года как Училище корабельной архитектуры.
В 1998 году, после объединения с ЛВВМИУ имени В. И. Ленина преобразовано в Военно-морской инженерный институт — военное учебное заведение Санкт-Петербурга.
С 1 июля 2012 года после объединения Военно-морского инженерного института с Военно-морским институтом радиоэлектроники имени А. С. Попова стало называться Федеральное государственное образовательное учреждение Военный институт (Военно-морской политехнический) филиал ФГКВОУ ВПО «Военный учебно-научный центр ВМФ „Военно-морская академия имени Адмирала Флота Советского Союза Н. Г. Кузнецова“».

## Названия училища

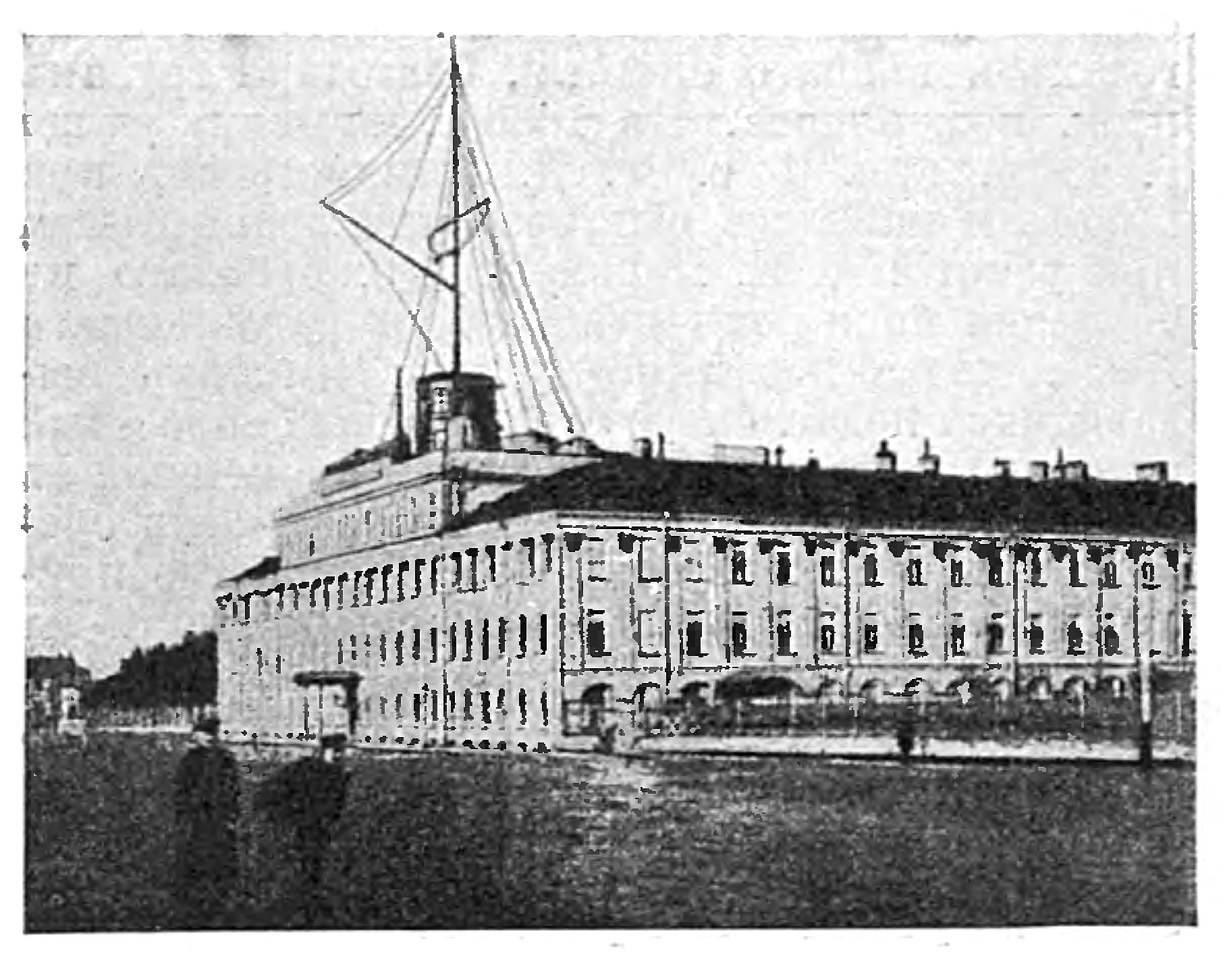
Морское инженерное училище Императора Николая I в Кронштадте.
(иллюстрация из «Военной энциклопедии»)

- 1798—1827 — Училище корабельной архитектуры
- 1827—1856 — Кондукторские роты Учебного морского рабочего экипажа
- 1856—1867 — Инженерное и артиллерийское училище Морского ведомства
- 1867—1872 — Инженерное училище Морского ведомства
- 1872—1896 — Техническое училище Морского ведомства
- с 25 июня 1896 года — Морское техническое училище Императора Николая I
- с 24 сентября 1898 года — Морское инженерное училище Императора Николая I
- с 1917 года — Морское инженерное училище
- с 29 января 1925 года — Военно-морское инженерное училище
- с 29 апреля 1927 года — Военно-морское инженерное училище имени т. Дзержинского
- с 10 июня 1939 года — Высшее военно-морское инженерное ордена Ленина училище имени Ф. Э. Дзержинского
- с 29 августа 1998 года — Военно-морской инженерный институт
- с 1 июля 2012 года — Военно-морской политехнический институт — Федеральное Государственное Образовательное учреждение Военный институт (Военно-морской политехнический) ФГКВОУ ВПО «Военный учебно-научный центр ВМФ „Военно-морская академия им Н. Г. Кузнецова“»

## В царской России

### Училище корабельной архитектуры (1798—1827)
20 (31) августа 1798 год Император Павел I утвердил доклад «комитета по учреждении училищ для учеников штурманских и корабельной архитектуры». В Санкт-Петербурге и Херсоне были основаны первые в мире военно-морские инженерные учебные заведения — Училища корабельной архитектуры. Подобные учебные заведения были созданы в Англии только в 1811 году, в США — в 1845 году, а в Германии лишь в 1861. Первым директором Черноморских штурманского и корабельного училищ был адмирал граф М. И. Войнович, а его помощником по кораблестроительному училищу — корабельный мастер Беляев. В 1800 году Училище корабельной архитектуры перевели из Херсона в Николаев. В 1803 году Николаевское училище было расформировано, а его воспитанники переведены в Училище корабельной архитектуры Санкт-Петербурга, которое размещалось в доме генерал-майора Г. И. Бухарина, специально купленном Государственной адмиралтейской коллегией для училища (ныне Проспект Римского-Корсакова, № 16/2. 3 марта 2003 года на доме установлена мемориальная доска с надписью «Здесь в 1798—1816 годах размещалось первое в мире Училище корабельной архитектуры»).
Первым директором Санкт-Петербургского училища корабельной архитектуры был назначен известный кораблестроитель обер-сарваер А. С. Катасанов, который руководил училищем до 1804 года. Большой вклад в совершенствование учебного и воспитательного процесса училища внёс профессор С. Е. Гурьев, преподававший воспитанникам алгебру, высшую математику, гидравлику, механику и теорию кораблестроения.
В училище принимались дети дворян, офицеров и солдат в возрасте 12—14 лет, умевшие читать и писать, обладавшие хорошим здоровьем и способностями. Обучение продолжалось 6 лет. В 1800 году в училище была открыта адъюнктура. 4 (16) марта 1803 года Император Александр I утвердил первый Устав училища.

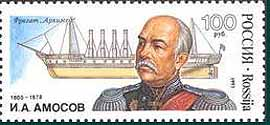
Кораблестроитель И. А. Амосов

В училище преподавали курс корабельной архитектуры известные кораблестроители А. К. Каверзнев, И. С. Разумов, И. В. Курепанов, И. П. Амосов, математику — адъюнкт-профессора И. Грязнов и И. Н. Гроздов (ученики С. Е. Гурьева), а курс лесоводства русский учёный Е. Ф. Зябловский. С 1800 по 1825 годы преподавателем российской грамматики, логики и риторики в училище работал русский писатель П. И. Соколов. Среди преподавателей училища был капитан-командор профессор Платон Гамалея.
2 (14) января 1805 год из училища досрочно были выпущены самые способные ученики — И. А. Курочкин и А. А. Попов, впоследствии видный учёный и кораблестроитель. Первый выпуск состоялся в августе 1805 года, было выпущено 7 драфцманов (чертежник, конструктор). С 1815 года училище стало готовить тиммерманов высшего разряда с чином XII—XIII класса Табели о рангах.
10 (22) октября 1812 года в связи с Отечественной войной училище было эвакуировано на кораблях эскадры адмирала Е. Е. Тета в Свеаборг. 13 (25) февраля 1817 года училище возвратилось в Санкт-Петербург. 10 (22) января 1817 год Училище корабельной архитектуры было объединено с Морским кадетским корпусом и переехало в его здание.
К 1827 году училище дало флоту около 70 кораблестроителей, среди которых получили широкую мировую известность А. А. Попов; Я. А. Колодкин — под руководством которого было построено 5 фрегатов и более 70 речных и озёрных судов, в том числе и шлюп «Мирный», на котором была совершена 1-я русская антарктическая кругосветная экспедиция, в ходе которой была открыта Антарктида; И. Я. Осминин — построивший свыше 20 парусных военных кораблей; И. А. Амосов — построивший первый в России винтовой фрегат «Архимед»; С. О. Бурачек — построивший на верфях Астраханского адмиралтейства более 30 боевых кораблей, а затем преподававший в училище; А. Х. Шаунбург — строитель парусно-винтовых фрегатов; М. Н. Гринвальд — построил первый в России колёсный пароходо-фрегат «Богатырь»; К. И. Швабе — директор Адмиралтейских Ижорских заводов; В. И. Берков — директор Санкт-Петербургской городской верфи.

### Кондукторские роты Учебного морского рабочего экипажа (1827—1856)
25 апреля (7 мая) 1827 год Училище корабельной архитектуры вместе с учительской гимназией, состоявшей при Морском корпусе и готовившей преподавателей морского дела, было преобразовано в кондукторские роты Учебного морского рабочего экипажа с общим штатом 900 человек. Они разделились на высшее и низшее. Высшее стало готовить офицеров и кондукторов в корабельные инженеры, а низшее — унтер-офицеров в рабочие экипажи. Учебный экипаж состоял из двух кондукторских рот и четырёх мастерских. Мастерские пополнялись кантонистами.
30 апреля (12 мая) 1827 год состоялся первый выпуск слушателей Учебного экипажа. 2 (14) марта 1828 год кондукторские роты Учебного морского рабочего экипажа были переведены в здание Главного Адмиралтейства.
4 (16) сентября 1832 год в кондукторских ротах начали готовить корабельных инженеров-механиков для управления паровыми машинами, а затем и инженеров морской строительной части и военных поселений. 7 (19) февраля 1834 год состоялся первый выпуск инженеров-механиков флота.
Выдающиеся выпускники данного периода: кораблестроитель Л. Г. Шведе, первый главный инспектор кораблестроения Н. А. Самойлов, один из основателей Русского технического общества (1866) М. М. Окунев, проектировщик паровых и первых броненосных кораблей ВМФ Арцеулов Н. А., учёный в области паровых машин кораблей Н. Н. Божерянов.

### Инженерное и артиллерийское училище Морского ведомства (1856—1867)
В апреле 1856 года кондукторские роты Учебного морского рабочего экипажа были преобразованы в Инженерное и артиллерийское училище Морского ведомства.
В 1857 году был произведен последний выпуск офицеров Училища в корпус морской строительной части. С 1858 года Училище готовило специалистов только двух специальностей: инженеров-кораблестроителей и инженеров-механиков.
В 1860 году было установлено звание кондуктор. Училище с этого времени производило выпуск уже не в офицеры, а в кондукторы корпуса корабельных инженеров и инженеров-механиков флота.
В этот период Училище окончили известные впоследствии учёные и кораблестроители В. И. Афанасьев, Н. Е. Кутейников, гидрограф и исследователь Арктики И. И. Ислямов.

### Инженерное училище Морского ведомства (1867—1872)
В 1867 году по окончании реформы военно-морского образования, которая проходила с 1854 года, Училище было переименовано в Инженерное училище Морского ведомства.
В Училище принимались по результатам конкурсного экзамена лица всех сословий в возрасте от 15 до 18 лет. Срок обучения в Училище стал составлять 4 года.
В этот период Училище окончил известный впоследствии учёный и проектировщик броненосных кораблей, впервые в мире обосновавший конструктивную защиту кораблей от подводных взрывов, генерал-лейтенант Э. Е. Гуляев; учёный-артиллерист, главный инспектор морской артиллерии Российского императорского флота А. Ф. Бринк.

### Техническое училище Морского ведомства (1872—1898)
17 (29) июля 1872 год были объединены Инженерное и Штурманско-артиллерийское училища. Училище было переименовано в Техническое училище Морского ведомства и переведено в Кронштадт. В 1876 году Училище причислено к разряду высших учебных заведений.

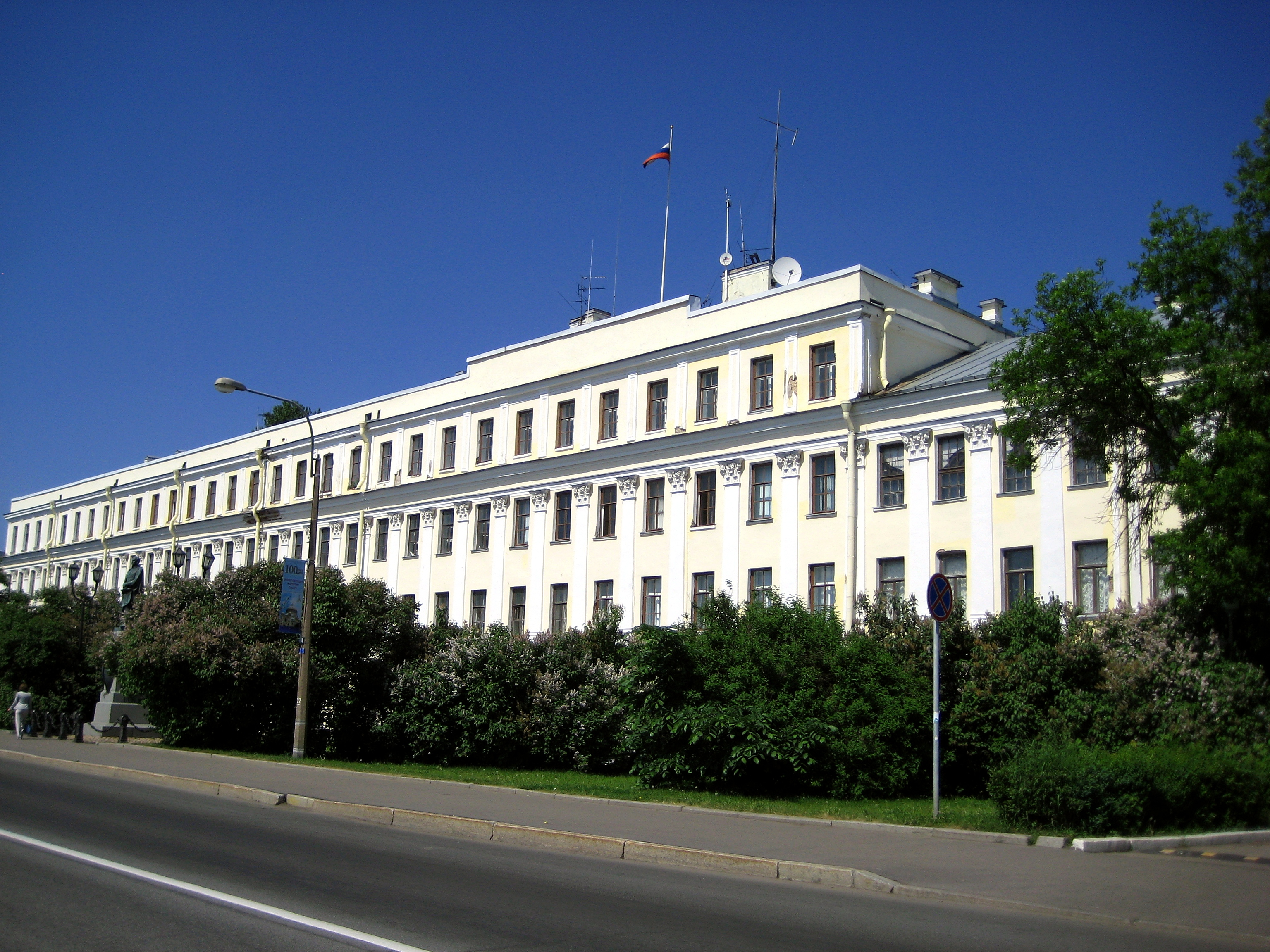
Итальянский дворец в Кронштадте, с 1872 по 1917 годы в здании размещалось Техническое училище Морского ведомства

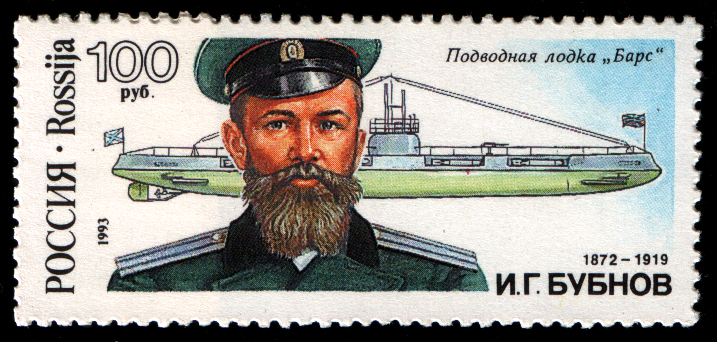
Почтовая марка России из серии «Русские кораблестроители. К 300-летию Российского флота», посвящённая И. Г. Бубнову

Готовило корабельных инженеров, инженеров-механиков, штурманов и морских артиллеристов. Штурманский и артиллерийские отделы были закрыты в 1883—1884 годы.
С 1886 года все кондукторы кораблестроительного и механического отделений училища, выдержавшие установленное испытание, получали: окончившие курс по кораблестроительному отделению — звание младшего помощника судостроителя, а окончившие курс по механическому отделению — звание младшего инженер-механика. Через два года после выпуска из училища инженеры получали преимущественное право на поступление в Морскую академию.
В училище с 1873 по 1883 год преподавателем и старшим инспектором классов служил специалист в области теории корабля и паровых машин И. П. Алымов, а в 1890—1900 годах физику воспитанникам училища преподавал А. С. Попов.
В 1894 году был принят новый Устав училища, определивший его целевое предназначение «дать специальное морское образование молодым людям, готовящим себе к службе в корпусах корабельных инженеров и инженер-механиков флота». Училище получило статус высшего специального учебного заведения.
25 июня (7 июля) 1896 года училище было переименовано в Морское техническое Императора Николая I училище.
Училище в этот период закончили видные впоследствии корабельные инженеры И. Г. Бубнов, М. Н. Беклемишев и И. С. Горюнов — создатели первой российской подводной лодки «Дельфин», ученые и кораблестроители К. П. Боклевский, А. П. Шершов, К. К. Ратник, Г. Н. Пио-Ульский, Н. Н. Кутейников, Г. Ф. Шлезингер, А. И. Мустафин, П. Ф. Вешкурцев, военный гидрограф и полярный исследователь Н. В. Морозов.

### Морское инженерное училище (1898—1917)
24 сентября (6 октября) 1898 год состоялось празднование 100-летия со дня образования училища и оно было переименовано в Морское инженерное Императора Николая I училище.

Воспитанник Морского инженерного училища (начало XX века)

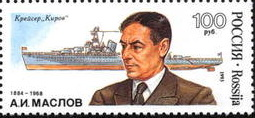
А. И. Маслов — главный конструктор крейсера «Киров»

В период Русско-японской войны 1904—1905 года многие воспитанники училища служили на кораблях Тихоокеанской эскадры и принимали участие в боях. 23 февраля (8 марта) 1904 год , высочайшим приказом были награждены за храбрость орденом Святого Георгия 4-й степени инженер-механики легендарного крейсера «Варяг» Н. Г. Лейков, Н. В. Зорин, Я. С. Солдатов, С. С. Спиридонов. Награждение инженер-механиков данным орденом — высшей военной наградой Российской империи, в истории Российского флота состоялось впервые. Также, за героизм, проявленный в боях в годы войны, Георгиевскими кавалерами стали судовые механики П. А. Фёдоров, П. Д. Блинов, В. А. Франк, М. Н. Лосев и артиллерийский офицер мореходной канонерской лодки «Кореец» лейтенант П. Г. Степанов, выпускник штурманского отдела училища 1882 года. Были награждены золотым оружием «За храбрость» (Георгиевским) судовые механики В. Г. Зражевский, В. В. Сакс, М. Н. Грановский, М. Н. Лосев, А. К. Тон.
В 1906 году для выпускников училища вводятся звания корабельный гардемарин-судостроитель и корабельный гардемарин-механик.
12 (25) апреля 1910 год для выпускников училища учреждён нагрудный знак. 4 (17) апреля 1911 год высочайшим повелением Императора Николая II Морскому инженерному Императора Николая I училищу был присвоен герб.
За период между Русско-Японской и Первой Мировой войнами выпустило 51 кораблестроителя и 322 инженера-механика.
В Первую мировую войну многие выпускники училища служили судовыми механиками на боевых кораблях. Золотым оружием «За храбрость» были награждены судовой механик эскадренного миноносца «Гневный» М. А. Гофман и инженер-механик подводной лодки «Тюлень» А. Г. Максимов.
В сентябре 1917 года Училище переехало из Кронштадта в Петроград в здание Политехнического института и стало называться — Морское инженерное училище.
Выдающиеся выпускники данного периода, известные учёные и кораблестроители: В. П. Костенко, Ю. А. Шиманский, М. И. Яновский, А. И. Балкашин, а также учёные В. Л. Поздюнин, П. Ф. Папкович — окончившие училище экстерном, одни из первых русских авиаторов Н. А. Яцук, Я. И. Нагурский и Л. М. Мациевич (экстерном).

## В советское время

### В первые годы Советской власти
В мае 1918 года на 3-м съезде моряков Балтийского флота была принята резолюция, в которой было записано: «…Морское инженерное училище, дающее флоту необходимых специалистов, должно непрерывно продолжать свои занятия на прежних основаниях, впредь до выработки норм в связи с общей реорганизацией морских школ».
В августе 1918 года Училище перебазировалось в здание Морского корпуса. 4 октября 1918 года Училище было расформировано, но старшему курсу разрешили окончить образование. С воспитанников взяли подписку о том, что «…они будут служить во флоте по полтора года за каждый год обучения», нежелающие дать подписку увольнялись из училища. Воспитанники училища стали называться военморами (военными моряками) Рабоче-Крестьянского Красного флота (РККФ). 29 июля 1918 года состоялся первый после революции выпуск Училища воспитанников дореволюционного набора. Девяти выпускникам присвоили звание «корабельный инженер», среди них был В. Г. Власов, впоследствии крупный учёный-кораблестроитель, инженер-контр-адмирал.
27 июня 1919 года состоялся последний выпуск Морского инженерного училища (48 специалистов: 15 мая — 41 инженер-механик, 1 июня 1919 года — 7 корабелов). Согласно приказу РВС Республики № 474 от 27 июня 1919 года выпускникам присваивалось звание «инженер-механик флота». Среди выпускников были: Н. В. Алякринский, который через 13 лет стал первым начальником Научно-исследовательского института военного кораблестроения; Н. Г. Кузнецов, который в 1933 году стал первым начальником кафедры математики в училище.
Весной 1920 года в Соединённых классах специалистов командного состава флота (образованных 26 октября 1918 года) открылся механический отдел — правопреемник бывшего Морского инженерного училища, а осенью — кораблестроительный отдел. В октябре 1921 года соединённые классы были преобразованы в Училище командного состава флота, в котором корабелы и механики продолжили образование. В Училище принимали лиц из числа военных моряков всех званий и специальностей, окончивших Военно-морское подготовительное училище Управления военно-морских учебных заведений.
В марте 1922 года было принято решение о разделении Училища командного состава флота на Военно-морское и Морское инженерное училище. 2 мая 1922 года Морское инженерное училище было восстановлено в полном объёме. Начальником училища был назначен его выпускник 1917 года В. Л. Бжезинский. Училище размещалось в здании бывшей Покровской общины на Васильевском острове, где началось его формирование и новая история. В училище были созданы три отдела: механический, электротехнический и кораблестроительный. Срок обучения устанавливался — четыре года и восемь месяцев.
8 ноября 1923 года состоялся первый в советский период ускоренный выпуск 10 инженеров-механиков и 8 инженеров-электриков. Среди выпускников был А. И. Берг (окончивший училище экстерном), впоследствии ставший академиком, инженером-адмиралом, Героем Социалистического Труда.
В сентябре 1925 года Училище вновь переехало из здания бывшей Покровской общины в здание Главного Адмиралтейства.
В 1926 году для обучающихся было введено воинское звание курсант, Училище перешло на 5-летнее образование.
29 апреля 1927 года Училищу было присвоено имя ближайшего соратника В. И. Ленина — Ф. Э. Дзержинского и оно стало именоваться Военно-морское инженерное училище имени т. Дзержинского.
В октябре 1929 года в Училище произошло слияние механического и электротехнического отделов и началась подготовка командиров электромеханических боевых частей кораблей.
Училище в этот период закончили видные впоследствии учёные-кораблестроители, военные и государственные деятели. Среди них: учёный-конструктор, Герой Социалистического Труда В. Н. Перегудов, начальник Главного управления кораблестроения, заместитель Главнокомандующего ВМФ СССР по кораблестроению и вооружению адмирал Н. В. Исаченков, Министр судостроительной промышленности СССР А. М. Редькин, начальники Аварийно-спасательного управления ВМФ СССР А. А. Фролов и Б. Е. Годзевич, начальники ЦНИИ военного кораблестроения К. Л. Григайтис, Н. В. Алексеев, Л. А. Коршунов, директор ЦНИИ имени академика А. Н. Крылова В. И. Першин и другие.

### В предвоенный период

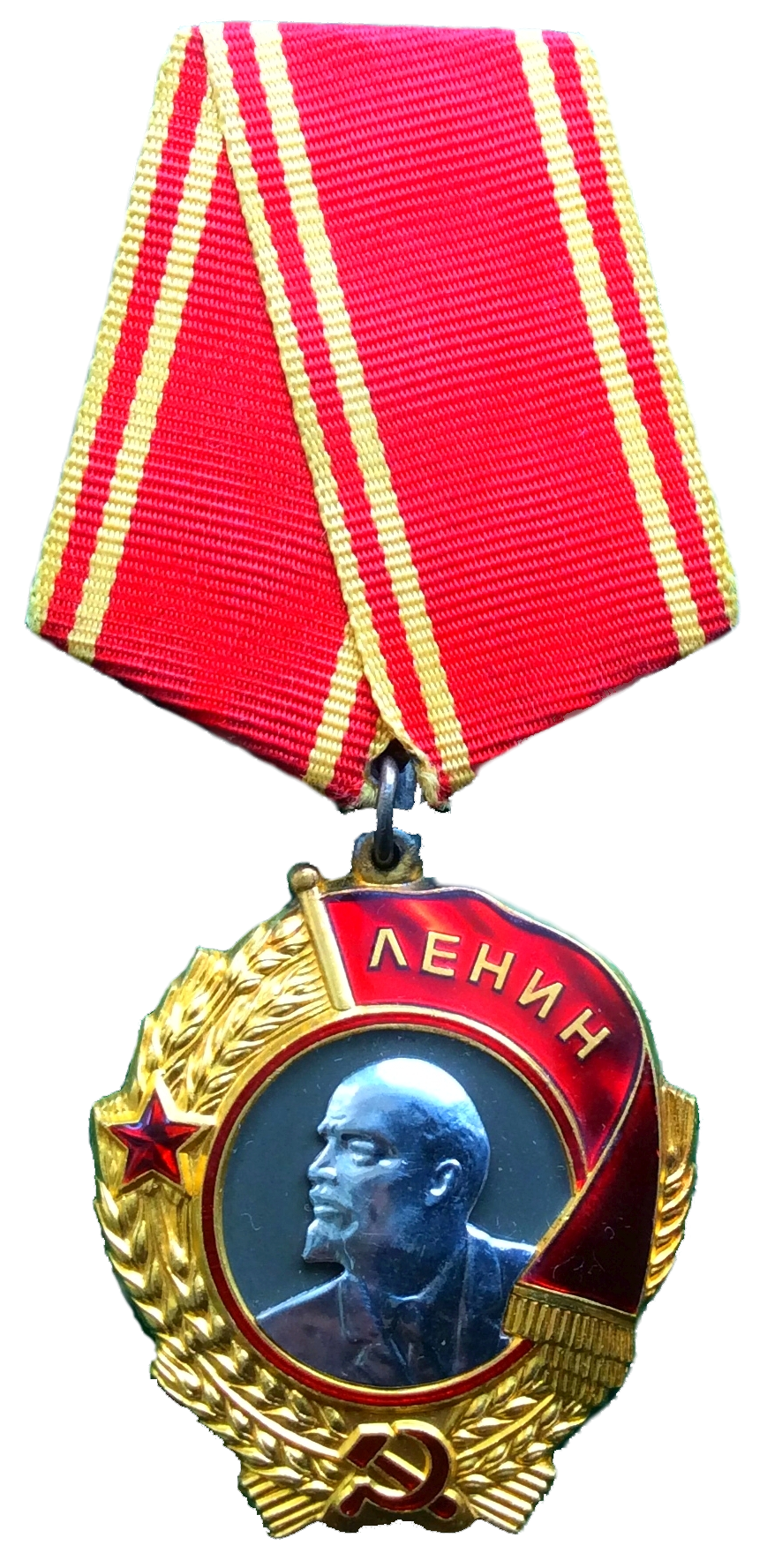
10 июня 1939 года училище награждено орденом Ленина

27 апреля 1930 года Училище причислено к разряду высших учебных заведений. С 1 октября 1931 года в училище впервые организуются кафедры. Учебные курсы преобразованы в дивизионы, которые делились на группы по специальности, а классы — на смены. Механический сектор был разделен на дизельный и паросиловой. Также при Училище были открыты политические курсы, которые 10 декабря 1932 года приказом РВС СССР № 235 преобразованы в Военно-политическую школу, а в 1936 году — в Военно-политическое училище флота, которое было переведено из здания Главного Адмиралтейства.
В июне 1932 года в Училище организуется отдельная Школа для подготовки начальствующего состава связи. 29 марта 1933 года Школа преобразована в Училище связи Военно-Морских Сил Рабоче-Крестьянской Красной Армии (в 1936 году переведено из Главного Адмиралтейства, в последующем получило название Высшее военно-морское училище радиоэлектроники имени А. С. Попова).
В 1932 году в Училище была воссоздана адъюнктура для подготовки высококвалифицированных кадров. В 1934 году на ней обучалось десять человек.
В 1937 году вновь начинает действовать электротехнический сектор.
В декабре 1937 года во время политических «чисток» в РККА был арестован и затем расстрелян начальник училища инженер-флагман 3 ранга Рашевич Ф.К.
В 1939 году был создан отдела береговой обороны, который в 1940 году был передан Высшему инженерно-строительному училищу ВМС.
16 мая 1939 года училище было отнесено к разряду ВУЗов 1-й категории и переименовано в Высшее военно-морское инженерное училище имени Ф. Э. Дзержинского. 10 июня 1939 года Училище награждено орденом Ленина и стало называться Высшее военно-морское инженерное ордена Ленина училище имени Ф. Э. Дзержинского.
В 1940 году в Училище вместо отделов были сформированы факультеты — паросиловой, дизельный, электротехнический, кораблестроительный.
В марте 1941 года для повышения качества летней практики курсантов на Чудском озере был создан учебный отряд кораблей училища — канонерские лодки «Тарту», «Нарва», «Эмбах» и «Исса». Основная база отряда находилась в Тарту (Эстонская ССР).
В предвоенные годы ВВМИУ имени Ф. Э. Дзержинского было единственным военно-морским училищем, которое готовило военные инженерные кадры для флота.
Среди выпускников предвоенного периода видные впоследствии учёные, кораблестроители, военные и государственные деятели: Герой Социалистического Труда В. Н. Буров; начальник Главного управления кораблестроения, заместитель Главнокомандующего ВМФ СССР по кораблестроению и вооружению адмирал П. Г. Котов; директор Балтийского завода и Судостроительного завода имени А. А. Жданова, заместитель Военно-Морского Министра по судоремонту, начальник училища вице-адмирал И. Г. Миляшкин; начальник Главного управления Северного морского пути (Главсевморпути), заместитель Министра морского флота СССР В. Ф. Бурханов; начальник Кронштадтского морского завода, заместитель начальника тыла ВМФ Б. М. Волосатов; начальник Севастопольского высшего военно-морского инженерного училища вице-адмирал М. А. Крастелёв и многие другие.

### В годы Великой Отечественной войны
- 15 августа 1941 года — эвакуация Училища в г. Правдинск Горьковской области.
- 12 февраля 1942 года — перебазирование Училища в г. Баку.
- 1 сентября 1943 года — при Училище открыты курсы офицерского состава инженерно-корабельной службы.
- 15 ноября 1943 года — ученому совету Училища предоставлено право принимать к защите диссертации на соискание ученой степени кандидата технических наук.
- 25 декабря 1943 года — Училищу вручено боевое Красное знамя части.
- 23 июня 1944 года — перебазирование Училища в Ленинград.
- 1 февраля 1945 года — при Училище сформированы 10-месячные курсы усовершенствования офицеров инженерно-корабельной службы (КУОИКС). С 1 января 1948 года КУОИКС преобразованы в Высшие классы офицерского состава инженерно-корабельной службы (ВКОСИКС).
- 1945 года — при Училище работают курсы радиопомех и врачей КПА ГУК ВМФ.
- 1 мая и 24 июня 1945 года — Училище участвует в военных парадах на Красной площади в Москве в честь Победы советского народа в Великой Отечественной войне.

### В послевоенный период

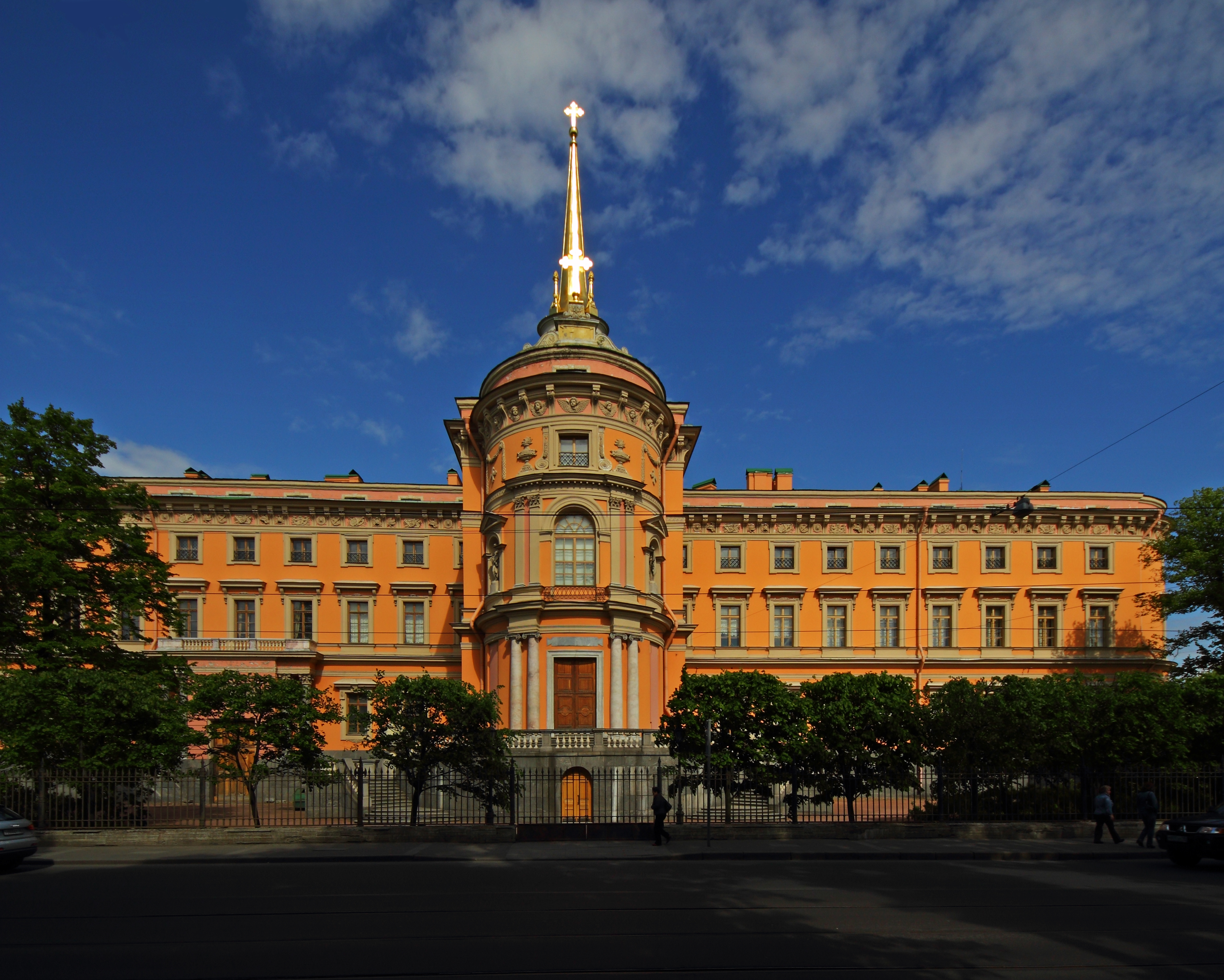
В 1951 году училищу был передан Инженерный замок

- 1948—1954 гг. — участие Училища в формировании новых высших военно-морских инженерных училищ: 25 апреля 1959 года паросиловой факультет переведен в Ленинградское ВВМИУ (г. Пушкин) и 30 апреля 1953 г. дизельный факультет переведен в Севастопольское ВВМИУ (г. Севастополь).
- 15 апреля 1950 года — создание особого факультета (для курсантов и слушателей стран народной демократии).
- 1951 г. — передача Училищу Инженерного замка для размещения кораблестроительного и особого факультетов.
- 7 октября 1954 года — при Училище формируются курсы по подготовке специалистов судоремонтных предприятий.
- 20 августа 1956 года — ученому совету Училища присвоено право принимать к защите диссертации на соискание ученой степени доктора технических наук.
- 3 мая 1957 года — в Училище образован специальный факультет (в 1988 г. получил открытое наименование — факультет ядерных энергетических установок).
- С 24 апреля 1959 года — при Училище функционировали курсы инженеров-механиков ПЛ и НК по живучести кораблей, по размагничиванию, инженеров-энергетиков ЯЭУ ПЛ.
- С 1973 года — в Училище открыто отделение заочного обучения.
- С 20 июня 1975 года — в Училище введена специализация «спасательно-судоподъемная, водолазная».

## В современной России
- С 1993 года вместо электротехнического факультета, переведенного в ЛВВМИУ имени В. И. Ленина (г. Пушкин), в училище был открыт факультет комплексных систем управления (КСУ). Своё наименование факультет получил в 1997 году.
- 21 марта 1997 года — приказом Главнокомандующего ВМФ № 107 утверждена дата ежегодного праздника ВВМИОЛУ имени Ф. Э. Дзержинского — 31 августа.
- 8 апреля 1998 года — Государственная Дума Федерального собрания РФ приняла постановление «О праздновании 200-летнего юбилея ВВМИОЛУ имени Ф. Э. Дзержинского», 12 мая 1998 года в бывшем дворце Белосельских-Белозерских состоялся общественный акт торжественного чествования ВВМИОЛУ имени Ф. Э. Дзержинского в честь 200-летия со дня его основания.
- В 1998 году за огромный и неоценимый вклад в создание, становление и развитие ВМФ России; за создание, развитие, популяризацию отечественного инженерного образования; за продолжение славных традиций в деле подготовки и обучения многих поколений российских моряков, прославляющих честь и славу Российского флота и Андреевского флага, ВВМИУ имени Ф. Э. Дзержинского удостоено звания лауреата «Золотой книги Санкт-Петербурга»[29].

С 1918 по 1998 годы училище произвело 77 выпусков высококвалифицированных специалистов для военно-морского флота.
- 29 августа 1998 года — Правительство РФ приняло постановление № 1009, которым определено создание Военно-морского инженерного института (г. Пушкин в Пушкинском районе Санкт-Петербурга) на базе ВВМИОЛУ имени Ф. Э. Дзержинского (Санкт-Петербург) и ЛВВМИУ имени В. И. Ленина (г. Пушкин)[30].
- По итогам 2001/2002 учебного года Военно-морской инженерный институт признан лучшим учебным заведением ВМФ по темпам развития учебно-материальной базы. За организацию изобретательской и рационализаторской работы в 2001 году ВМИИ награждён грамотой Министра обороны РФ, а по итогам 2002 года признан лучшим учебным заведением ВМФ по подготовке научных и научно-педагогических кадров, научному потенциалу[31].
- 1 июля 2012 года Военно-морской инженерный институт был объединён с Военно-морским институтом радиоэлектроники имени А. С. Попова и получил новое название — Федеральное государственное образовательное учреждение Военный институт (Военно-морской политехнический) филиал ФГКВОУ ВПО "Военный учебно-научный центр ВМФ «Военно-морская академия имени Адмирала Флота Советского Союза Н. Г. Кузнецова».

## Начальники училища
| 1798 — 1917 годы | 1917—н. в.                                                                                    |
| --- | --------------------------------------------------------------------------------------------- |
| Училище корабельной архитектуры (1798—1827)                                                                                         | Морское инженерное училище (1917—1919)                                                        |
| Катасанов Александр Семёнович — (20 августа 1798—22 октября 1802), генерал-лейтенант                                                | Погодин Алексей Иванович — (7 июня 1917—4 мая 1919), генерал-лейтенант                        |
| Балле Иван Петрович — (22 октября 1802—4 апреля 1805), адмирал                                                                      | Улановский Владимир Петрович — (7 мая 1919—1 июля 1919), быв. инженер-механик капитан 2 ранга |
| Гагарин Сергей Иванович — (9 мая 1805—1 января 1811), тайный советник, князь                                                        | Морское инженерное училище (1922—1924)                                                        |
| Брюн де Сен-Катерин Яков Яковлевич — (1 января 1811—10 декабря 1816, и.д. директора УКА), генерал-майор                             | Бжезинский Валерьян Людомирович — (1922—1923)                                                 |
| Карцов Пётр Кондратьевич — (1816—1825), адмирал, директор Морского кадетского корпуса                                               | Грундман Роман Романович — (1923—1924)                                                        |
| Рожнов Петр Михайлович — (1825—1827), вице-адмирал, директор Морского кадетского корпуса                                            | Военно-морское инженерное училище (1924—1927)                                                 |
| Кондукторские роты Учебного морского рабочего экипажа (1827—1856)                                                                   | Лукомский Пётр Ильич — (1924—1927)                                                            |
| Сарычев, Василий Алексеевич — (5 марта 1827—5 декабря 1827, и.д. командира экипажа, фактически до 3 марта 1828), майор              | Военно-морское инженерное училище имени т. Дзержинского (1927—1937)                           |
| Евдокимов Пётр Егорович — (5 декабря 1827—6 февраля 1829), подполковник                                                             | Татаринов Алексей Николаевич — (1927—1930), генерал-майор                                     |
| Сарычев, Василий Алексеевич (12 февраля—31 октября 1829, и.д. командира; до 5 июня 1830 — командир экипажа), подполковник           | Боровиков Григорий Никитич — (1930—1933)                                                      |
| Шенрок Федор Федорович — (5 июня 1830—4 октября 1830, и.д. командира экипажа), капитан                                              | Рашевич Франц Константинович — (1933—1937), инженер-флагман 3 ранга                           |
| Щитовский Фёдор Фёдорович — (4 октября 1830—9 июля 1848), генерал-майор                                                             | Высшее военно-морское инженерное ордена Ленина училище имени Ф. Э. Дзержинского (1937—1998)   |
| Акимов Афанасий Дмитриевич — (18 августа 1848—6 декабря 1854), полковник                                                            | Михайлов Аким Анатольевич — (1938—1940), инженер-капитан 1 ранга                              |
| Вечеслов, Василий Васильевич — (6 декабря 1854—16 января 1856, фактически до 30 апреля), капитан 2 ранга                            | Крупский Михаил Александрович — (1941—1948), контр-адмирал                                    |
| Инженерное и артиллерийское училище морского ведомства (1856—1867)                                                                  | Красиков Борис Яковлевич — (1948—1953), контр-адмирал                                         |
| Сиденснер Карл Карлович — (6 февраля 1856—1 января 1869), генерал-майор                                                             | Миляшкин Иван Георгиевич — (1953—1966), вице-адмирал                                          |
| Инженерное училище морского ведомства (1867—1872)                                                                                   | Кучер Аркадий Терентьевич — (1966—1973), вице-адмирал                                         |
| Ридель барон Александр Александрович де — (1 января 1869—23 сентября 1872), контр-адмирал                                           | Егоров, Николай Касьянович — (1973—1979), вице-адмирал                                        |
| Техническое училище Морского ведомства (1872—1896)                                                                                  | Кудрявцев Виктор Фёдорович — (1979—1988), вице-адмирал                                        |
| Зеленой Александр Ильич — (23 сентября 1872—1 января 1879), генерал-лейтенант                                                       | Мироненко, Геннадий Михайлович — (1988—1994), контр-адмирал                                   |
| Колонг Константин Фёдорович (с 15 января 1879—1 октября 1885), контр-адмирал                                                        | Колесников, Игорь Николаевич — (1994—1998), контр-адмирал                                     |
| Харин Василий Петрович — (12 октября 1885—9 сентября 1886, и.д. начальника училища), генерал-майор                                  | Военно-морской инженерный институт (1998—2008)                                                |
| Морское техническое училище Императора Николая I (1896—1898)                                                                        | Халиуллин, Юрий Михайлович — (1998—2000), контр-адмирал                                       |
| Изыльметьев Фёдор Дмитриевич — (31 августа 1886—14 июня 1892), генерал-лейтенант; (2 сентября 1892—23 апреля 1900), тайный советник | Мартынов, Николай Павлович — (2000—2008), контр-адмирал                                       |
| Морское инженерное училище Императора Николая I (1898—1917)                                                                         | Военный институт (Военно-морской политехнический) (2008—н. в.)                                |
| Пароменский Александр Иванович — (6 мая 1900—17 ноября 1908), генерал-лейтенант                                                     | Якушенко Евгений Иванович — (2009—2018) — капитан 1 ранга запаса                              |
| Тыртов Пётр Иванович — (17 ноября 1908—28 марта 1917), генерал-лейтенант                                                            | Шигапов Ильяс Ильгизович — (с 2019) — капитан 1 ранга                                         |
| | Клименко Андрей Васильевич — (с 2020) — капитан 1 ранга                                       |

## Знаменитые выпускники
- За более 200 летнюю историю училище произвело 167 выпусков, выпущено более 25 тысяч офицеров-инженеров корабельной службы для Военно-Морского Флота.

Среди выпускников 7 действительных членов Российской академии наук, 4 члена-корреспондента РАН, более 140 лауреатов Ленинской и Государственной премий, около 40 заслуженных деятелей науки и техники. Свыше 260 адмиралов и генералов, более 400 докторов наук и профессоров, около 900 кандидатов наук.
Среди выпускников 12 Героев Советского Союза, 8 Героев Социалистического Труда и 6 Героев РФ.
- Выпускники герои

| Герои Советского Союза        | Герои Социалистического Труда  | Герои РФ                        |
| ----------------------------- | ------------------------------ | ------------------------------- |
| Ватагин, Александр Иванович   | Балин, Николай Николаевич      | Звягинцев, Андрей Николаевич    |
| Егоров, Владимир Васильевич   | Берг, Аксель Иванович          | Кузьмичёв, Михаил Вадимович     |
| Коваленко, Юрий Семёнович     | Буров, Виктор Николаевич       | Сластен, Валерий Семёнович      |
| Кулаков, Валерий Павлович     | Егоров, Михаил Васильевич      | Храмов, Анатолий Геннадьевич    |
| Морозов, Иван Фёдорович       | Котов, Павел Григорьевич       | Филин, Николай Иванович         |
| Николаенков, Игорь Дмитриевич | Перегудов, Владимир Николаевич | Русанов Алексей Николаевич      |
| Петров, Игорь Дмитриевич      | Спасский, Игорь Дмитриевич     | Выпускники герои ВМИИ и ВМПИ    |
| Рождественский, Валерий Ильич |                                | Соловьёв, Дмитрий Александрович |
| Самсонов, Станислав Павлович  |                                |                                 |
| Солодков, Леонид Михайлович   |                                |                                 |
| Таптунов, Юрий Иванович       |                                |                                 |
| Тимофеев, Рюрик Александрович |                                |                                 |
|                               |                                |                                 |

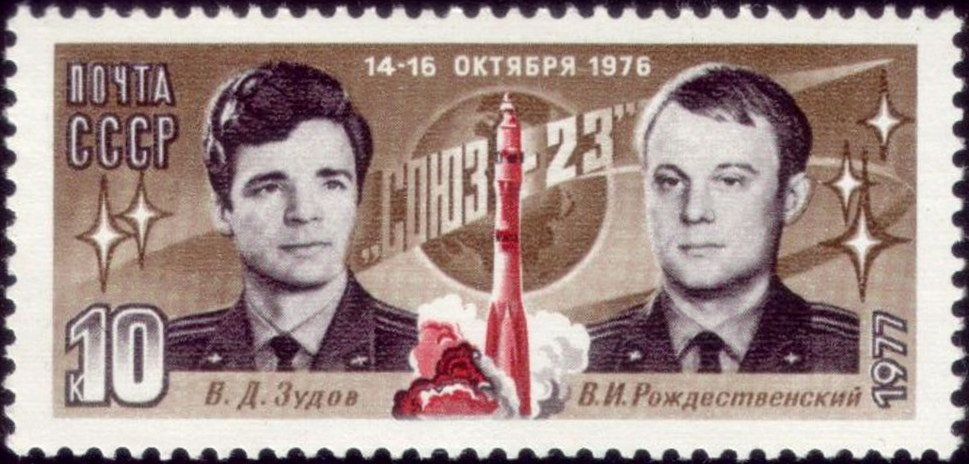
Почтовая марка СССР, посвящённая полёту космического корабля «Союз-23». Герой Советского Союза, космонавт Рождественский В. И. — выпускник училища (1961 год).

- Учёные, военные деятели, инженеры-кораблестроители (выпускники училища в военный и послевоенный период):
  - Абрамян, Карен Гургенович (1924—2013) — учёный в области строительной механики корабля, доктор технических наук, профессор, лауреат Ленинской премии.
  - Ахутин, Владимир Михайлович (1924—2005) — учёный, основоположник отечественной школы биотехнических систем, лауреат Ленинской и Государственной премий,
  - Бабушкин, Марк Николаевич (1924—2003) — учёный в области корабельной автоматики, телемеханики и вычислительной техники, член-корреспондент АН СССР.
  - Будаев, Михаил Михайлович (1926—1996) — начальник ЦНИИ военного кораблестроения, вице-адмирал.
  - Бурсук, Виктор Иосифович (1958 г.р.) — начальник кораблестроения, вооружения и эксплуатации вооружения — заместитель Главнокомандующего ВМФ по вооружению, вице-адмирал.
  - Геворков, Александр Месропович (1926 г.р.) — начальник Главного управления судоремонтных заводов ВМФ, вице-адмирал.
  - Горожанский, Олег Всеволодович (1924—1999) — учёный в области создания и испытаний морских баллистических комплексов стратегического назначения. Лауреат Государственной премии СССР.
  - Гришин, Юрий Павлович (1927—2003) — военно-морской деятель, заместитель Министра внешних экономических связей СССР, адмирал.
  - Замышляев, Баррикад Вячеславович (1925—2007) — учёный в области физики ядерного взрыва и проблем безопасности природного и техногенного характера, член-корреспондент РАН.
  - Захаров, Игорь Григорьевич (1947 г.р.) — учёный, специалист военного кораблестроения, член-корреспондент РАЕН.
  - Золотухин, Геннадий Евпатьевич (1934—2012) — специалист в области ядерных испытаний, начальник 6-го Управления ВМФ, вице-адмирал.
  - Калганов, Виктор Андреевич (1920—1974) — один из основоположников прикладной гидробионики в СССР, специалист в области служебного использования морских животных в военно-морском флоте.
  - Рудаков, Владимир Андреевич (1930—2011) — начальник Главного управления кораблестроения ВМФ СССР, вице-адмирал.
  - Рябинин, Игорь Алексеевич (1925—2018) — учёный в области логико-вероятностных исчислений, разработал теорию надежности и безопасности структурно-сложных систем.
  - Саркисов, Ашот Аракелович (1924 г.р.) — вице-адмирал, учёный, академик РАН.
  - Собисевич, Леонид Евгеньевич (1930—2020) — учёный в области прикладной геофизики, прогнозирования и предупреждения глобальных геофизических и техногенных катастроф, академик РАЕН.
  - Филонович, Ростислав Дмитриевич (1926—2012) — начальник Главного управления кораблестроения ВМФ, вице-адмирал.
- Художники, писатели, общественные деятели:
  - Алексеев, Анатолий Алексеевич (военный) — политический деятель.
  - Арцеулов, Николай Константинович — кораблестроитель, участвовал в постройке первых русских дредноутов «Севастополь» и «Полтава», художник-маринист.
  - Беггров, Александр Карлович — живописец-маринист, акварелист, академик и почётный член Императорской Академии художеств.
  - Гриценко, Николай Николаевич — художник-маринист и пейзажист.
  - Губинский, Анатолий Ильич — первый президент Советской эргономической ассоциации.
  - Загуляев, Михаил Андреевич — писатель и публицист.
  - Залесский, Николай Александрович — военно-морской историк, писатель, коллекционер, филокартист.
  - Кабаков, Марк Владимирович — писатель, поэт, публицист.
  - Меньшиков, Михаил Осипович — мыслитель, публицист и общественный деятель, один из идеологов русского национализма.
  - Шереметьев Борис Евгеньевич — член Союза писателей СССР-России, академик Академии Российской словесности, заслуженный работник культуры РФ, лауреат Национальной литературной премии «Золотое перо Руси».
  - Ювачёв, Иван Павлович — революционер-народоволец, писатель.

На здании Главного Адмиралтейства установлены мемориальные доски выпускникам и преподавателям училища: Амосову И. А., Афанасьеву В. И., Бубнову И. Г., Власову В. Г., Егорову В. В., Зараеву А. И., Костенко В. П., Крылову А. Н., Патрашеву А. Н., Попову А. С., Разумову В. В., Шиманскому Ю. А., Яновскому М. И., Муру Н. П.

### Именами выпускников училища названы
Географические объекты
- Именем инженера-механика И. И. Зарубина названы: полуостров Зарубина, посёлок Зарубино и порт в заливе Посьета в Приморском крае[37].
- Остров и мыс Сергеева в заливе Петра Великого в честь мореплавателя и гидрографа И. С. Сергеева.
- В честь В. Н. Морозова названы мысы на Новой земле, Северной земле, в Карском море и на Кольском полуострове; остров и пролив в Карском море.
- Мыс Нагурского в северной части острова Земля Александры в архипелаге Земля Франца-Иосифа, в честь Я. И. Нагурского.
- В 1976 году именем В. В. Разумова был назван кратер на Луне (Razumov, диаметр 75.08 км)[38].

Корабли и суда отечественного флота
- «Академик Берг» — научно-исследовательское судно.
- «Академик Берг» — рыболовное судно.
- «Иван Бубнов» — большой морской танкер.
- «Профессор Бубнов» — сухогрузное судно проекта 15881, тип «Виталий Дьяконов».
- «Василий Бурханов» — теплоход назван в честь контр-адмирала В. Ф. Бурханова, начальника Главного управления Северного морского пути (Главсевморпути), заместителя Министра морского флота СССР.
- «Профессор Воскресенский» — сухогрузное судно, названное в честь ученого, кораблестроителя, генерала-лейтенанта Ивана Никаноровича Воскресенского
- «Контр-адмирал Власов» — тральщик[39].
- «Инженер-механик Анастасов» — эскадренный миноносец, спущен на воду 6 августа 1907 года, назван в честь Владимира Спиридоновича Анастасова, инженер-механика миноносца «Стерегущий», на котором погиб в бою.
- «Инженер-механик Зверев» — эскадренный миноносец, спущен на воду 24 сентября 1906 года, назван в честь Василия Васильевича Зверева, старшего инженер-механика миноносца «Сильный», погибшего в бою 14 марта 1904 года[39].
- «Адмирал Исаченков» — большой противолодочный корабль (Северный флот)[39].
- «Георгий Козьмин» — поисково-спасательное судно (Тихоокеанский флот), названо в честь начальника Главного управления кораблестроения ВМФ вице-адмирала Г. Ф. Козьмина.
- «Михаил Крупский» — океанографическое исследовательское судно.
- «Петр Папкович» — корабль ВМФ.
- «Профессор Папкович» — сухогрузное судно проекта 15881, тип «Виталий Дьяконов».
- «Владимир Перегудов» — вспомогательное судно специального назначения, Северный флот.
- «Контр-адмирал Першин» — тральщик, назван в честь контр-адмирала В. И. Першина в 1970 году.
- «Академик Поздюнин» — сухогрузное судно проекта 15881, тип «Виталий Дьяконов».
- «Иван Прибыльский» — рефрижераторное судно, названо в честь Ивана Степановича Прибыльского, 1-го заместителя Министра судостроительной промышленности СССР (1956—1957)[39].
- «Михаил Рудницкий» — спасательное судно ВМФ, названо в честь контр-адмирала Михаила Алексеевича Рудницкого
- «Академик Шиманский» — сухогрузное судно проекта 15881, тип «Виталий Дьяконов».
- «Профессор Николай Муру» — спасательное буксирное судно (СБС) проекта 22870, назван в честь учёного Муру Николая Петровича[40]
- «Вице-адмирал Фомин» — морской транспорт вооружений проекта 740 Тихоокеанского флота (в честь П. Ф. Фомина).

Улицы и площади
- Улица Академика Берга в городе Жуков Жуковского района Калужской области.
- Улица Замышляева в городе Сергиев Посад, названа в 2013 году в честь Б. В. Замышляева.
- Улица Виктора Калганова в Севастополе, названа в честь В. А. Калганова[41].
- Улица Катасанова в Донецке, названа в честь первого начальника училища корабельной архитектуры А. С. Катасанова[42].
- Площадь Льва Мациевича в районе бывшего Комендантского аэродрома Санкт-Петербурга, названа в честь Л. М. Мациевича.
- Улица Академика Шиманского в Приморском районе Санкт-Петербурга[39].

Предприятия, институты, школы
- Федеральное государственное унитарное предприятие «Центральный научно-исследовательский радиотехнический институт имени академика А. И. Берга» в Москве.
- Институт проблем транспорта имени Н. С. Соломенко РАН в Санкт-Петербурге.
- Муниципальная средняя общеобразовательная школа № 2 имени академика А. И. Берга в городе Жуков Калужской области .
- Кадетская школа имени адмирала П. Г. Котова в городе Северодвинске .
- Средняя школа имени К. И. Дыманского[39] в Крыму.

Выпускники училища — Почётные граждане городов и областей
- Егоров В. В. — г. Луга (Ленинградская область), посёлка городского типа Дедовичи (Псковская область)[39].
- Егоров М. В. — г. Северодвинск.
- Замышляев Б. В. — г. Сергиев Посад.
- Калганов В. А. — г. Никопол (Болгария)[39].
- Котов П. Г. — г. Северодвинск (Архангельская область).
- Красичков М. В. — Саратовская область.
- Перегудов В. Н. — Балаковское муниципальное образование.
- Рождественский В. И. — г. Аркалык и г. Ленинск (Казахстан), г. Бор и г. Большое Болдино (Нижегородская область), г. Гагарин (Смоленская область), г. Калуга, г. Киржач и Киржачского района (Владимирская область).
- Спасский И. Д. — Санкт-Петербург
- Гудилин В. Е. — руководитель подготовки и пуска ракеты-носителя «Энергия», ракетно-космической транспортной системы «Энергия-Буран», генерал-майор, начальник 6-го испытательного управления, г. Байконур (Казахстан).

## Интересные факты
- В апреле 1816 года в Исаакиевском соборе после обрушения кусков штукатурки со сводов были остановлены богослужения. Император Александр I дал соизволение на устройство церкви в западном крыле здания Главного Адмиралтейства. С 27 октября 1858 года по повелению Императора Александра II Адмиралтейская церковь морского ведомства во имя святого Спиридона Тримифунтского была наименована собором. В соборе хранился ботинок святого, привезенный с острова Корфу в 1860 году. 13 ноября 1920 года собор закрыли[43].
- В 1932-1933 годах в здании Адмиралтейства размещалась Газодинамическая лаборатория — первое в СССР конструкторское бюро по разработке ракетных двигателей. Начальником лаборатории был выпускник училища В. В. Разумов.
- На территории Адмиралтейства в учебной лаборатории специального факультета был размещён действующий реактор, на котором курсанты отрабатывали навыки управления ядерной энергетической установкой подводной лодки. В 80-х годах XX-века, после Чернобыльской аварии, из учебного реактора выгрузили ядерное топливо.
- В «Адмиральском» коридоре училища (левое крыло Главного Адмиралтейства) были выставлены подлинные картины И. К. Айвазовского: «Морское сражение при Наварине 2 октября 1827 года», «Морское сражение при Ревеле 2 мая 1790 года», «Чесменский бой», «Морское сражение при Выборге 29 июня 1790 года»[44].

## Статьи
- Близниченко С. С. Лазарев С. Е. «Борьба с инакомыслием» в Военно-морском училище имени Ф. Э. Дзержинского в 1940-е гг. // Военно-исторический архив : Журнал. — М., 2013. — № 4. — С. 110—124. — ISSN 5897100055.
- Ефремов С. Будто гунны атакуют цитадель военно-морского инженерного образования // Советская Россия : Газета. — М., 23 января  2013. Архивировано из оригинала 27 сентября 2013 года.
- Колесников И. Кузинец И. Морские инженерные династии // Морской сборник : Журнал. — М., 1998. — № 1. — С. 110—124.
- Кузинец И. М. История российского высшего военно-морского инженерного образования в лицах: Краткие очерки о руководителях Военно-морского инженерного института (1798—2003). — СПб.: Морской Вестник, 2004. — 216 с.
- Кузинец И. М. «Ко учению усмотря избирать ... хотящих, иных же паче и воспринуждением» // Военно-исторический журнал. — М., 2002. — № 3. — С. 36—42.
- Кузинец И. М. Зарождение в России регулярного военно-морского кораблестроительного образования. Елагинские чтения (2001). — СПб., 2001. Архивировано из оригинала 27 сентября 2013 года.
- Мартынов Н.П. Кузинец И.М. Русский морской инженер-механик должен быть «научнее» морских механиков всех стран // Военно-исторический журнал : Журнал. — М., 2004. — № 11. — С. 37—40.
- Саитгареев Р. Р. Кадры, которые решали все. Роль выпускников и профессорско-преподавательского состава советских военно-морских инженерных учебных заведений // Оборонный заказ : Журнал. — М., 2008. — № 18. — С. 110—124.
- Скрицкий Н. Первые черноморские морские училища // Морской флот : Журнал. — М., 2003. — № 5. — С. 32—33. Архивировано из оригинала 23 марта 2014 года.